# (200060) 2008 QD8
(200060) 2008 QD8 es un asteroide perteneciente al cinturón de asteroides, descubierto el 25 de agosto de 2008 por el equipo del Observatorio Astronómico de Mallorca desde el Observatorio Astronómico de La Sagra, Puebla de Don Fadrique (Granada), España.

## Designación y nombre
Designado provisionalmente como 2008 QD8.

## Características orbitales
2008 QD8 está situado a una distancia media del Sol de 2,375 ua, pudiendo alejarse hasta 2,850 ua y acercarse hasta 1,900 ua. Su excentricidad es 0,199 y la inclinación orbital 2,491 grados. Emplea 1337,45 días en completar una órbita alrededor del Sol.

## Características físicas
La magnitud absoluta de 2008 QD8 es 17,3.